# 扎夫尔奇市镇

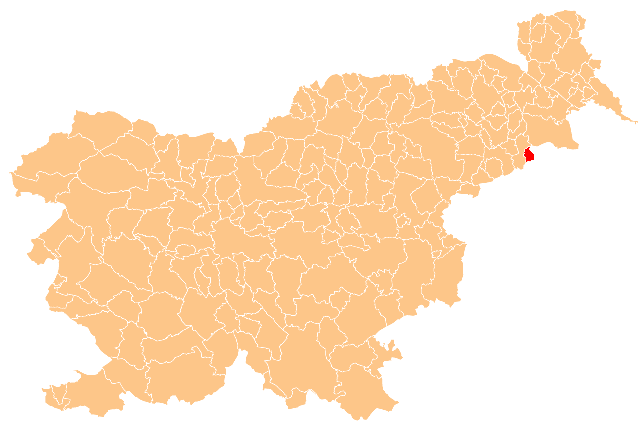
扎夫尔奇市镇於斯洛維尼亞的位置

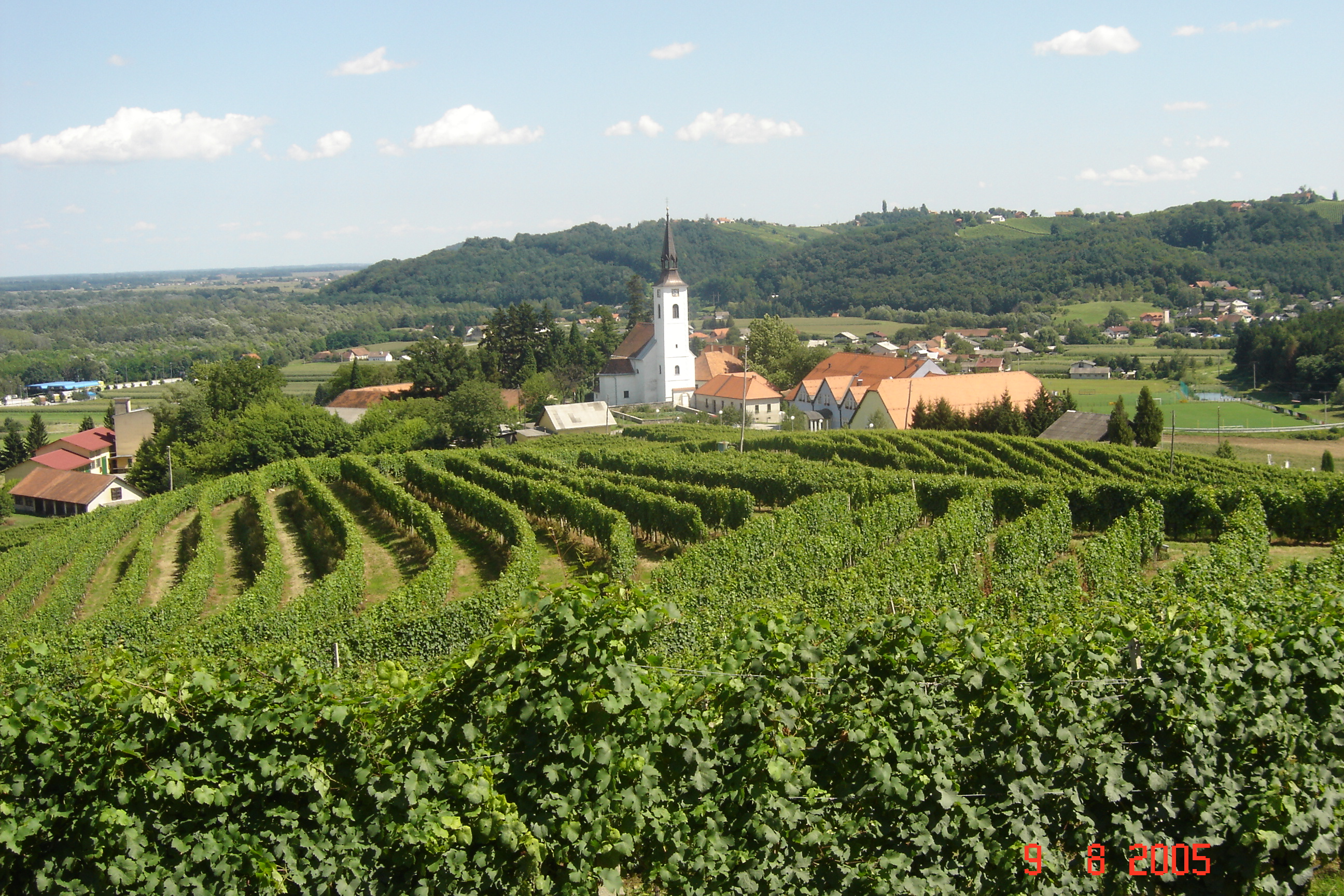
扎夫尔奇市镇

扎夫尔奇市镇是斯洛文尼亞東北部的一個市镇，行政中心为扎夫尔奇。面積19.3平方公里，2002年人口1722。人口密度約89人/km2。

## 體育
- 扎夫爾奇足球俱樂部

## 外部連結
- 官方网站  （斯洛文尼亚文）
- Municipality of Zavrč on Geopedia （页面存档备份，存于）